# Tentativa de roubo do crânio de George Washington

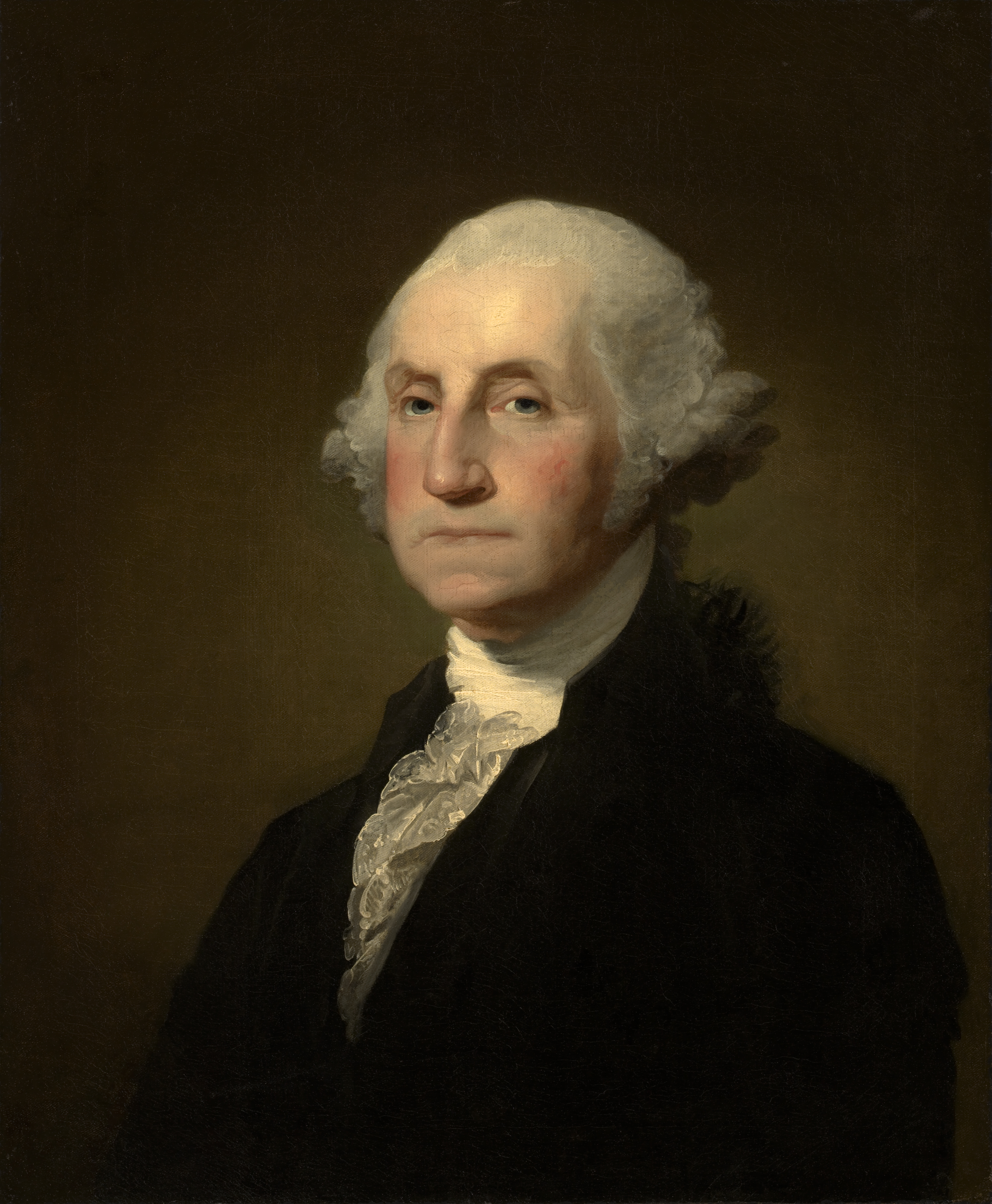
George Washington, pintado por Gilbert Stuart, 1797

Em 1830, houve uma tentativa de roubar o crânio dos restos mortais do presidente americano George Washington, que jaziam em um túmulo em Mount Vernon. Em vez disso, o ladrão removeu por engano o crânio dos restos mortais de um dos parentes do juiz Bushrod Washington. A profanação do local do sepultamento levou à construção de um novo jazigo funerário mais seguro.

## Antecedentes
Após a morte de George Washington em 1799, o governo dos Estados Unidos anunciou sua intenção de transferir seus restos mortais para o Capitólio dos Estados Unidos onde os preparativos estavam em andamento para construir uma cripta em seu porão conectando-se a um jazigo fechado de vidro que sepultaria seu corpo. Apesar das especificações no testamento de Washington de que ele fosse enterrado em sua propriedade em Mount Vernon, Martha Washington consentiu em ter o corpo de seu marido transferido para a capital. No entanto, argumentos sobre os detalhes dos arranjos do enterro atrasaram severamente a transferência dos restos mortais de Washington que foram, nesse ínterim, colocados em uma cripta separada na propriedade de Mount Vernon.
Ao longo dos próximos 30 anos, a cripta de Mount Vernon caiu em crescente abandono. A situação foi agravada por um grande número de "peregrinos" que viajaram até o túmulo de Washington para recuperar artefatos, geralmente incluindo folhagens. Isso resultou em árvores e outras plantas ao redor do túmulo sendo despojadas. O embaixador da Rússia nos Estados Unidos até removeu um galho inteiro de uma árvore que crescia ao lado do túmulo para posterior apresentação ao czar Alexandre I.

## Roubo
Em 1830, John Augustine Washington II, então proprietário de Mount Vernon, demitiu um dos jardineiros da propriedade, cujo nome agora é desconhecido. Por vingança, o jardineiro desempregado invadiu a cripta com a intenção de roubar o crânio de George Washington. No entanto, o jardineiro inadvertidamente fugiu com o crânio de um dos Blackburns, que eram parentes do sobrinho de George Washington, o juiz Bushrod Washington. O estado extremamente dilapidado do túmulo supostamente contribuiu para a confusão do jardineiro; cerca de vinte membros da família Washington e seus parentes foram colocados na cripta, mas muitos de seus caixões apodreceram, o que significa que esqueletos humanos estavam espalhados no chão. Os corpos de George e Martha Washington, no entanto, foram envoltos em chumbo antes de seu enterro, então foram "poupados dessa indignidade".

## Consequências

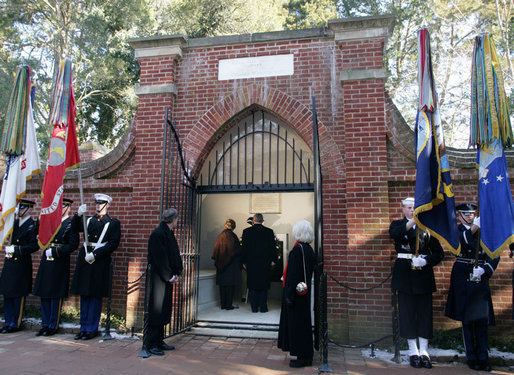
A atual cripta de 1831 em Mount Vernon fotografada em 2007

Como resultado da tentativa de roubo, o Congresso reemitiu seu apelo para tomar posse do corpo de Washington, mas John Washington recusou, dizendo que não poderia perturbar a "tranquilidade perfeita" de Washington. Em vez disso, ele ordenou a construção de uma nova cripta perto da existente. Os corpos de George e Martha Washington foram movidos para a nova instalação em 1831, o que atraiu críticas de alguns, incluindo o Conde de Carlisle que, após visitá-lo em 1841, observou que "o túmulo do mais ilustre dos mortais, está localizado sob um edifício vermelho brilhante, algo entre uma cocheira e uma gaiola".
Em 1837, um novo e mais elaborado sarcófago foi construído em mármore da Pensilvânia para o qual o caixão original de chumbo foi transferido. Naquela época, o caixão foi aberto pela primeira e última vez para que John Washington pudesse ver o corpo de seu tio (há teorias conflitantes sobre se a visualização foi feita para garantir que ninguém mais tivesse tentado roubar a cabeça ou se foi simplesmente inspirada por curiosidade mórbida). De acordo com um relatório publicado na Harper's New Monthly Magazine, o cadáver "parecia ter sofrido pouco com os efeitos do tempo" e era notável por suas "grandes dimensões" (em vida, Washington teria tido mais de 1,83 m de altura, excepcionalmente grande para o século XVIII, e tinha uma cabeça "enorme" com mãos "tremendamente" grandes e tamanho de 13 pés).

### Roubo de cabelo
Foi feita uma alegação de que mechas de cabelo foram removidas do corpo de George Washington durante a abertura do caixão em 1837, embora tentativas de leiloá-las nos últimos anos não tenham tido sucesso e dúvidas sobre sua autenticidade tenham sido levantadas.
Em um livro de 1835 sobre a vida e os tempos do Marquês de La Fayette, Jules Germain Cloquet relata que Lafayette – em sua visita aos Estados Unidos em 1824 – recebeu um anel de um dos enteados de George Washington no qual estava incluído o cabelo de George e Martha Washington. De acordo com Cloquet, o anel foi dado com o desejo de que fosse transmitido às gerações sucessivas da família do Marquês.